# Freddie Hubbard
Frederick Dewayne "Freddie" Hubbard (født 7. april 1938, i Indianapolis, Indiana, USA, død 29. december 2008 i Sherman Oaks, Californien, USA) var en amerikansk jazztrompetist.
Hubbard hører til en af jazzens ledende trompetister. Han har spillet med f.eks. Dexter Gordon, Wes Montgomery, Sonny Rollins, Herbie Hancock, Wayne Shorter, Joe Henderson og John Coltrane.
Han var også med i Art Blakeys Jazzmessenger i begyndelsen af 60´erne.
Hubbard der er inspireret af Clifford Brown, spillede en meget teknisk betonet stil i hardboppens ånd, men mestrede også at spille avantgarde og freejazz.